# Blake Crouch
Blake Crouch (Statesville, Carolina del Norte; 15 de octubre de 1978) es un novelista estadounidense especialmente conocido por la trilogía literaria Wayward Pines, que fue adaptada a una serie de televisión en 2015: Wayward Pines.

## Biografía y carrera
Crouch nació en Statesville, North Carolina en 1978. Él asistió a la University of North Carolina at Chapel Hill y se graduó en el 2000 con un título universitario en Inglés y Escritura Creativa. Público sus dos primeras novelas, Desert Places y Locked Doors, en 2004 y 2005. Sus historias han aparecido en Ellery Queen's Mystery Magazine, Alfred Hitchcock's Mystery Magazine, Thriller 2, y otras antologías. En 2016 publicó su tercera novela, Materia oscura (Nocturna, 2017).
Además de la trilogía Wayward Pines (2012–2014), se ha adaptado otra obra suya: Good Behavior, estrenada como una serie de televisión en noviembre de 2016., y Sony está preparando la película basada en Materia oscura.
En junio de 2020 se confirmó que el director de cine Neil Burges estaría preparando una adaptación cinematográfica de  Summer Frost Skydance,  basada en una historia de su autoría. Las empresas productoras serían  Temple Hill y Skydance 

## Obras
- Desert Places (2004)
- Locked Doors (2005)
- Abandon (2009)
- Snowbound (2010)
- Run (2011)
- Pines: Wayward Pines (2012)
- Wayward (2013)
- The Last Town (2014)

- Dark Matter (2017)

También fungió como creador y productor de la serie de televisión Dark Matter que  adapta esta novela.
- Recursion (2019)
- Upgrade (2022)